# Матильда Английская
Мати́льда Англи́йская (англ. Matilda of England, нем. Mathilde von England), также была известна как Мод (англ. Maud; июнь 1156, Лондон — июнь/июль 1189, Брауншвейг) — английская принцесса из династии Плантагенетов, старшая дочь короля Генриха II и Алиеноры Аквитанской; вторая жена герцога Саксонии и Баварии Генриха Льва.

## Биография
Матильда появилась на свет в июне 1156 года в Лондоне или, что менее вероятно, в Виндзорском замке, и была старшей дочерью и третьим ребёнком из восьми детей короля Англии Генриха II и Алиеноры Аквитанской; девочка была крещена вскоре после рождения в церкви Святой Троицы в Олдгейте архиепископом Кентерберийским Теобальдом. В 1160 году королева Алиенора и Матильда присоединились к королю, пребывавшему в Нормандии, и пробыли там предположительно до 1163 года.
В начале 1165 года к английскому королю прибыло посольство императора Фридриха I Барбароссы, целью которого была договорённость о браке дочерей Генриха II с сыном Фридриха, также Фридрихом, и кузеном императора Генрихом Львом, герцогом Саксонии. О браке сестры Матильды с Фридрихом-младшим сразу договориться не удалось, однако было принято решение о союзе с саксонским герцогом: в невесты Генриху Льву была выбрана сама Матильда, в момент переговоров гостившая с матерью в Нормандии и вернувшаяся в Англию только осенью 1166 года. Также существует версия, что в жёны сына императора была выбрана именно Матильда, а не её сестра, но о браке договориться не удалось. Приготовления к свадьбе начались вскоре после возвращения Матильды и отбытия посольства, о чём, вероятно, сохранилась запись в реестре английских рыцарей-арендаторов и их владений, содержащегося в «красных» и «черных» книгах казначейства, и составленного с целью оценки помощи, взимаемой королём для заключения брака его дочери. В начале 1167 года герцог Саксонии отправил посольство, которое должно было доставить к нему невесту; Матильда в сопровождении матери отплыла из Дувра в Нормандию в Михайлов день и уже оттуда, вероятно, после Рождества отправилась в Германию. Генрих Лев встретил невесту в Миндене, где в соборной церкви их обвенчал епископ Вернер 1 февраля 1168 года.
Супруг Матильды был старше её на 27 лет и уже был женат задолго до её рождения: со своей первой женой, Клеменцией Церингенской, Генрих Лев развёлся в 1162 году. Двоюродный брат императора, Генрих Лев был герцогом Баварии, Саксонии и Брауншвейга: «от Эльбы до Рейна, от Гарца до моря» всё принадлежало ему. Официальная резиденция герцога располагалась в Брауншвейге, именно там новобрачные устроили свадебный пир. В Брауншвейге появился на свет первый ребёнок Матильды и Генриха, дочь Рихенца (в английской историографии — Матильда); девочка родилась в 1172 году во время отсутствия отца, находившегося в паломничестве. В последующие годы Матильда стала матерью по меньшей мере ещё четверых детей. Джеймс Пентон пишет, что в первые годы брака, несмотря на юность, Матильда управляла владениями супруга в его отсутствие.
В 1180 году конфликт, возникший за несколько лет до этого между Генрихом Львом и императором Фридрихом, достиг своего апогея, и саксонский герцог был осуждён судебным заседанием в Вюрцбурге на лишение всех его владений. Причиной конфликта стал отказ Генриха в 1174 году отправиться с императором в экспедицию в Нормандию — земли, принадлежавшие отцу Матильды; когда кампания провалилась, Фридрих обвинил в этом Генриха Льва, отказавшегося поддержать своего сюзерена, и заявил, что имперский закон стоит превыше всех других законов. Генрих отказался подчиниться решению суда, и Фридрих осадил Брауншвейг, в стенах которого Матильда только родила своего второго сына, названного Лотарем. Она обратилась к императору как к рыцарю, но тот лишь послал Матильде бочонок вина и продолжил осаду. В конце ноября 1181 года Генрих подчинился решению суда и покинул страну на три года. Фридрих обеспечил Матильду доходом с земель, которые она получила бы став вдовой, и предложил ей остановиться в одном из замков, расположенных на этих землях, однако Матильда решила отправиться в изгнание ко двору своего отца вместе с мужем. В ссылке Матильду и Генриха сопровождали старшие дети, в то время как младший сын, Лотарь, остался в Германии.

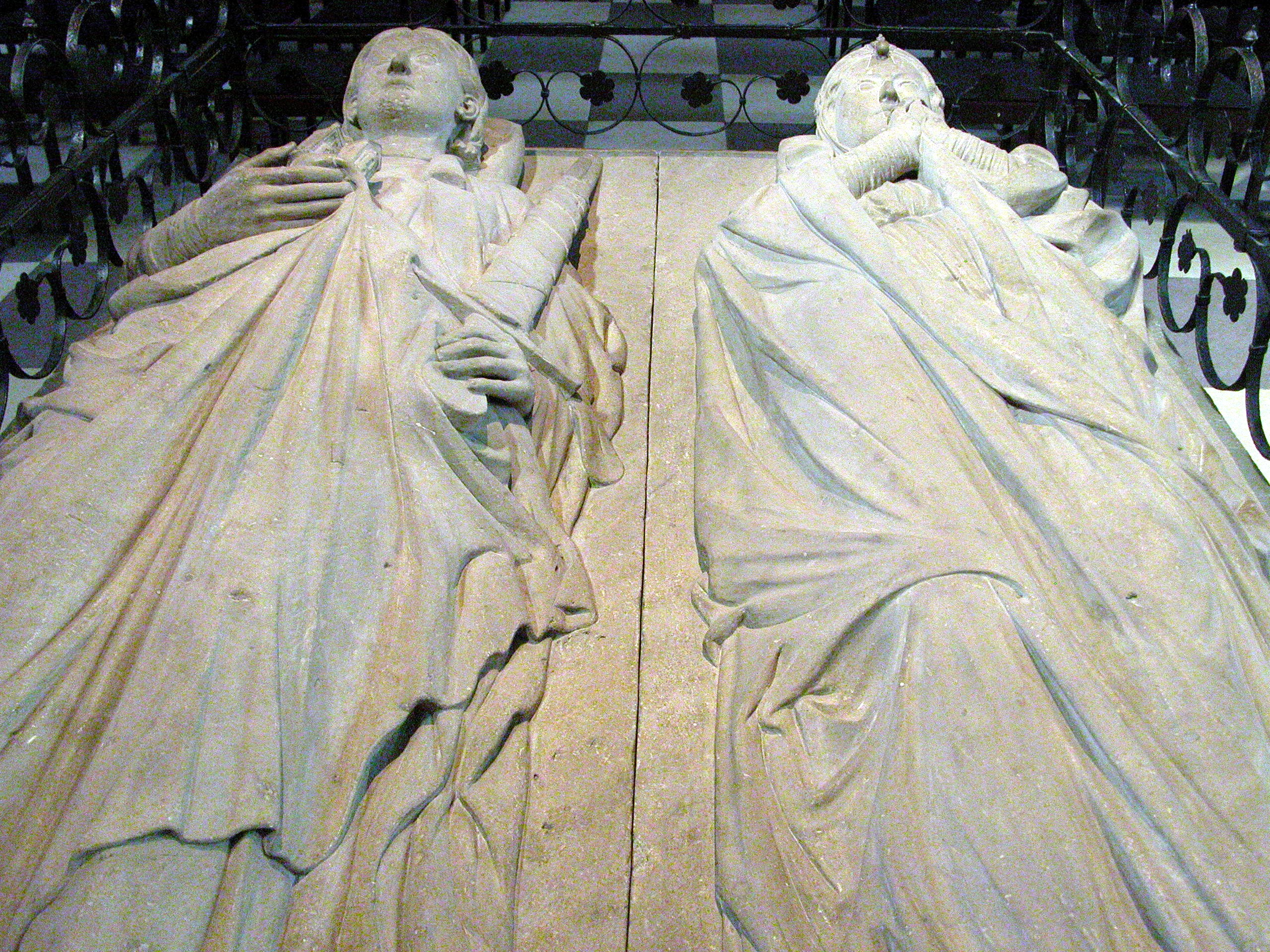
Эффигии на могиле Генриха Льва и Матильды в Брауншвейгском соборе

К лету 1182 года супруги достигли Аржантана в Нормандии, где появился на свет ещё один сын — Оттон. 12 июня 1184 года Матильда уехала в Англию, где в том же году в Винчестере родила сына, названного Вильгельмом. В ноябре Матильда была в Лондоне вместе с мужем и Рождество они встретили в Виндзоре с английской королевской семьёй. В 1185 году, когда истёк трёхлетний срок изгнания Генриха Льва, английский король Генрих II добился для зятя реституции аллодиальных земель Брауншвейга, после чего Матильда вернулась туда с мужем и сыновьями. Весной 1189 года император приказал Генриху Льву либо сопровождать его в крестовом походе, либо вновь отправиться в изгнание до его возвращения, и супруг Матильды выбрал изгнание: он уехал ко двору тестя, в то время как Матильда с детьми осталась в Брауншвейге, где умерла по разным данным 8 июня, 20 июня, 28 июня, 3 июля или 13 июля 1189 года и была похоронена в местном соборе.
Муж Матильды вернулся в Брауншвейг после смерти императора Фридриха и сам скончался в 1195 году, пожелав упокоиться по правую руку от жены, чтобы «спать рядом с ней как в жизни, так и в смерти». Народ Генриха Льва почитал его жену как «самую религиозную женщину, чья память почитается перед Богом и человеком, чьи добрые дела и милый характер усиливали блеск королевского рода, из которого она происходила; женщина с глубоким благочестием, с чудесным сочувствием к страждущим, раздававшая большое количество милостыни и молитв».

### Потомство
Источники приводят разное количество детей Генриха Льва и Матильды. Элисон Уэйр сообщает о десяти детях герцогской четы, тогда как Тельма Анна Лиз указывает только пятерых. Кейт Норгейт, автор статьи о Матильде в Dictionary of National Biography, сообщает о рождении Матильдой шестерых детей: дочери Рихенцы и пятерых сыновей. Джеймс Пентон также пишет о рождении Матильдой шестерых детей. Дети Матильды и Генриха Льва по версии Элисон Уэйр:
- Рихенца (1172—1210) — была замужем дважды: первым браком за Жоффруа III дю Перш, вторым — за Ангерраном III де Куси[5]. От первого брака у Рихенцы было двое детей.
- Генрих (1175—1227) — по праву жены пфальцграф Рейнский, герцог Брауншвейг-Люнебурга в собственном праве. Был женат на Агнес Рейнской, дочери Конрада, пфальцграфа Рейнского, от которой у Генриха по разным данным было трое детей[3] или две дочери[5].
- Лотарь (1181—1190[5]/1191[6])
- Безымянный сын (1182) — мальчик, родившийся в Аржантане, скончался до того, как был окрещён[5].
- Оттон (1182[5]/1183?[3]-1218) — граф Пуатье, граф Йоркский, император Священной Римской империи[5]. Был дважды женат: первым браком на Беатрисе Гогенштауфен, дочери Филиппа Швабского, герцога Швабии и короля Германии; вторым — на Марии Брабантской, дочери Генриха I Смелого[3]. Оба брака были бездетными[5].
- Вильгельм (1184—1213) — герцог Люнебурга. Был женат на Елене Датской, дочери Вальдемара I Великого, от которой имел одного ребёнка. От Вильгельма происходили все последующие герцоги Брауншвейга и Люнебурга, а также представители современного британского королевского дома[5].
- Матильда
- Элеонор ?
- Гертруда (ум. 1197) — была замужем за датским королём Кнудом VI. Детей не имела.
- Ингеборга — была замужем за датским королём Вальдемаром II. Детей не имела.

Лиз называет детьми четы только Рихенцу, Генриха, Лотаря, Оттона и Вильгельма. Норгейт среди пяти сыновей Матильды называет имена Генриха, Оттона, Лотаря, Вильгельма и мальчика, умершего в младенчестве.

## В искусстве
Известны два изображения Матильды, хранящихся в церкви Святого Власия в Брауншвейге (Брауншвейгсий кафедральный собор): миниатюра, изображающая свадьбу английской принцессы и Генриха Льва, написанная в начале XIII века, и эффигия на могиле Матильды; оба изображения были выгравированы в книге Лейбница Origines Guelficæ. Оба изображения дают о Матильде представление как о высокой и красивой женщине. Матильде были посвящены две песни трубадура Бертрана де Борна, в которых принцесса названа Еленой.